# Till Gerhard
Till Gerhard (* 4. Dezember 1971 in Hamburg) ist ein deutscher Künstler, der bis 2014 in Hamburg lebte und arbeitete, und seitdem in Huntlosen südlich von Oldenburg (Oldb) lebt und arbeitet.

## Leben und Werk
Till Gerhard wurde in Hamburg geboren. Nach dem Abitur an der Stormarnschule in Ahrensburg studierte er 1992–93 an der Muthesius Kunsthochschule in Kiel und an der Hochschule für Angewandte Wissenschaften Hamburg (Fachbereich Gestaltung Professor Dieter Glasmacher) (1993–98).
Gerhard malt großflächig auf Leinwand, oft ländliche Ansichten, doch mit unruhiger Atmosphäre. Er verteilt die Farben fein, setzt aber auch breite Pinselstriche ein, dazu Kleckse und Farbverwischungen. Zu seinen bekannteren Ausstellungen gehört Ohne uns hatte man Beton (SKAMraum, Hamburg), Nerdism im Zeughaus Hamburg sowie Ein Tag, Ein Raum, Ein Bild in Mannheim. Gerhard stellte im San Francisco Museum of Modern Art aus, in der Hamburger Kunsthalle, bei Arndt & Partner in Zürich sowie an der Stellan Holm Gallery in New York und mehrfach im Marstall in Ahrensburg.

## Werke
- Totholz. 2011, ISBN 978-91-976433-8-2.
- Dreckiges Licht der alten Zeit. 2009, ISBN 978-3-00-029240-8.
- Fools on Hills. 2009, ISBN 978-0-9554923-4-1.
- Inneres Licht gegen äussere Dunkelheit. 2008, ISBN 978-3-86678-171-9.
- Die Guten und die Anderen. 2006, ISBN 3-86588-229-3.
- HelterSkelterShelter. 2004, ISBN 3-936859-14-0.
- Horror Vacui. 2000.